# Castillo japonés de Gijang
El Castillo japonés de Gijang (en coreano: 기장 죽성리 왜성) es un edificio que se encuentra en Gijang-gun, ciudad metropolitana de Busan, en Corea del Sur. Se trata de una fortaleza de piedra construida por el general japonés Kuroda Nagamasa, que defendía esta zona contra el ejército Joseon, alrededor de junio de 1593, el segundo año de las invasiones japonesas.
Hoy en día, los alrededores de la fortaleza se utilizan como campos de cultivo, pero la pared de piedra sigue manteniendo su estado original relativamente bien.